# Yutaka Seto
Yutaka Seto (濑户丰 Seto Yutaka) is een personage uit de film Battle Royale. Hij werd gespeeld door acteur Yutaka Shimada.

## Voor Battle Royale
Yutako was een derdeklasser van de fictieve Shiroiwa Junior High School. Hij was de kleinste jongen van de klas en beste vriend van Shinji Mimura. Hij was een beetje de clown van de klas en vond het leuk mensen te vermaken.

## Battle Royale
Hij kreeg een vork als wapen, maar wist dat zelfs als hij een machinegeweer zou krijgen, hij niemand zou kunnen vermoorden. Hij vluchtte met Shinji en ze waren van plan de school op te blazen.

Alles leek te lukken en ze konden de school opblazen. Kazuo Kiriyama merkte hen echter op en vermoordt Yutaka. Hij is de zesendertigste die sterft en sterft op de avond van dag twee.